# Pat Kavanagh
Patrick James „Pat“ Kavanagh (* 14. März 1979 in Ottawa, Ontario) ist ein ehemaliger kanadischer Eishockeyspieler, der im Verlauf seiner aktiven Karriere zwischen 1996 und 2013 unter anderem 17 Partien für die Vancouver Canucks und Philadelphia Flyers in der National Hockey League (NHL) auf der Position des Centers bestritten hat. Außerdem verbrachte Kavanagh mehrere Spielzeiten in europäischen Ligen, in der Deutschen Eishockey Liga (DEL) spielte er für die Iserlohn Roosters, Frankfurt Lions und den ERC Ingolstadt.

## Karriere

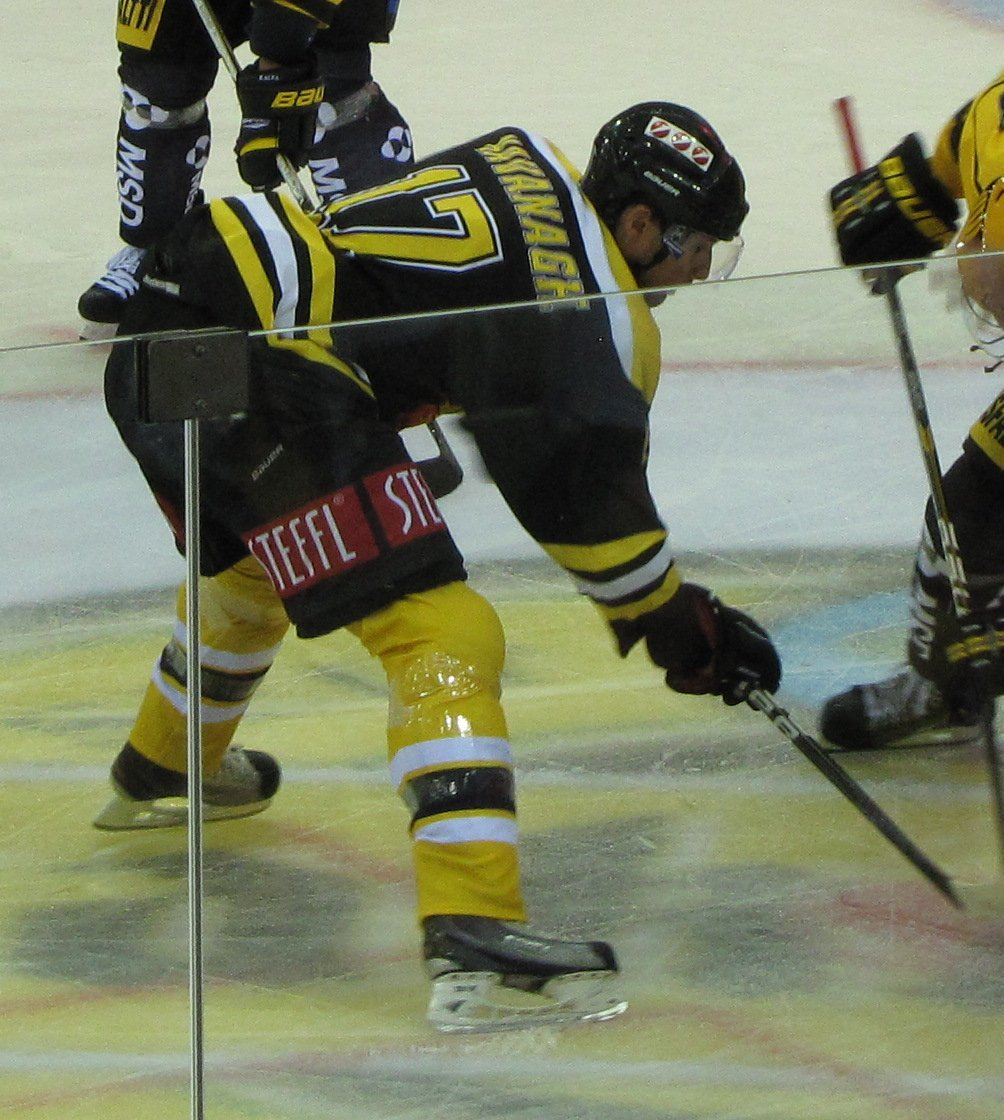
Kavanagh im Trikot der Vienna Capitals (2011)

Pat Kavanagh begann seine Eishockeykarriere 1995 bei den Kanata Valley Lasers aus der Canadian Junior Hockey League. 1996 wechselte er zu den Peterborough Petes in die kanadischen Juniorenliga Ontario Hockey League. Nach seiner ersten Saison zogen die Philadelphia Flyers den Kanadier beim NHL Entry Draft 1997 in der zweiten Runde an insgesamt 50. Stelle. Kavanagh blieb jedoch noch zwei weitere Jahre in der OHL und verbesserte seine Scoringwerte jedes Jahr. Im Sommer 1999 wurde Kavanagh gegen einen Sechstrunden-Draftpick in die Organisation der Vancouver Canucks transferiert. Er spielte aber zunächst eine Saison beim Farmteam Syracuse Crunch in der American Hockey League. Nachdem er auch das nächste Jahr zunächst komplett in der Minor League verbrachte, diesmal bei den Kansas City Blades in der International Hockey League, kam er in der ersten Runde der Stanley-Cup-Playoffs 2001 gegen die Colorado Avalanche zu seinem Debüt in der National Hockey League. Die Saison 2001/02 absolvierte Kavanagh komplett in der AHL. Auch in den nächsten beiden Jahren schaffte er es nicht sich in der NHL durchzusetzen und kam nur zu jeweils drei NHL-Spielen. Für die Manitoba Moose in der AHL spielte er aber eine tragende Rolle.
In der Saison 2004/05 spielte der Angreifer für die Binghamton Senators, ein Farmteam des NHL-Klubs Ottawa Senators aus Kavanaghs Heimatstadt. Nach nur einem Jahr unterschrieb der Stürmer bei den Philadelphia Flyers, wo er größtenteils im AHL-Team Philadelphia Phantoms zum Einsatz kam, jedoch auch acht Mal in der NHL auflaufen durfte. Die Saison 2006/07 begann der Rechtsschütze bei den Portland Pirates in der AHL, ehe er sich noch 2006 für einen Wechsel nach Europa entschied.
Zunächst stand der Stürmer dort für den finnischen Verein Saimaan Pallo aus der SM-liiga auf dem Eis, bevor er noch in derselben Spielzeit zum schwedischen Elitserien-Klub HV71 Jönköping wechselte. Im Mai 2007 gab der DEL-Klub Iserlohn Roosters die Verpflichtung des Kanadiers bekannt, der im Sauerland einen Ein-Jahres-Vertrag unterschrieb. Dort spielte er ein herausragendes Jahr an der Seite von Jimmy Roy und Ryan Ready, unterschrieb aber früh beim Play-off-Gegner Frankfurt Lions einen Zwei-Jahres-Vertrag. In Frankfurt konnte er jedoch nicht überzeugen, sodass er schon nach einer Saison zum ERC Ingolstadt wechselte. Auch in Bayern blieb Kavanagh nur ein Jahr und kehrte zur Saison 2010/2011 zu den Iserlohn Roosters zurück. Im Juni 2011 wurde Kavanagh von den Vienna Capitals aus der Österreichischen Eishockey Liga verpflichtet und mit einem Einjahresvertrag für die Saison 2011/12 ausgestattet. Ende September des gleichen Jahres wurde sein Vertrag nach der Verpflichtung von Nathan Robinson aufgelöst. Es folgte im Sommer 2012 der Wechsel nach Italien, wo er sich mit dem Vizemeister HC Pustertal einigte. Nach einer Saison in Südtirol und einem Jahr bei den Cornwall River Kings in der Ligue Nord-Américaine de Hockey beendete er seine Karriere.

## Karrierestatistik
(Legende zur Spielerstatistik: Sp oder GP = absolvierte Spiele; T oder G = erzielte Tore; V oder A = erzielte Assists; Pkt oder Pts = erzielte Scorerpunkte; SM oder PIM = erhaltene Strafminuten; +/− = Plus/Minus-Bilanz; PP = erzielte Überzahltore; SH = erzielte Unterzahltore; GW = erzielte Siegtore; 1 Play-downs/Relegation; Kursiv: Statistik nicht vollständig)